# Mexican as It Is Spoken
Pour plus de détails, voir Fiche technique et Distribution.
Mexican as It Is Spoken est un film muet de Gaston Méliès sorti en 1911.

## Fiche technique
- Titre : Mexican as It Is Spoken
- Réalisation : Gaston Méliès
- Société de production : Star Film
- Société de distribution : General Film Company
- Langue : anglais
- Formats : noir et blanc - 1,33:1 - 35 mm
- Genre : comédie
- Durée :
- Date de sortie :
  - États-Unis : 2 novembre 1911